# Franz Xaver Schlemmer

Franz Xaver Schlemmer

Franz Xaver Schlemmer (* 13. Juli 1895 in Neunburg vorm Wald; † 3. Oktober 1952 in Polen) war ein deutscher Politiker (NSDAP).

## Leben und Wirken

### Frühes Leben
Schlemmer besuchte die Volksschule in Neunburg vorm Wald und Cham, wo er auch die Landwirtschaftliche Winterschule besuchte. Er trat 1911 in den mittleren Messungsdienst ein, wo er zuletzt als Planinspaktor tätig war.
Ab dem 8. August 1914 nahm er als Kriegsfreiwilliger mit dem 6. bayrischen Infanterie-Regiment am Ersten Weltkrieg teil. Ab Oktober 1914 war er mit dem 21. Reserve-Infanterie-Regiment an der Westfront im Einsatz. Im Krieg wurde Schlemmer mindestens einmal bei einem Unfall leicht verletzt. Im Jahr 1918 wurde er schließlich aus dem Heeresdienst entlassen.

### Weimarer Republik und NS-Zeit
1922 trat Schlemmer der NSDAP bei. 1923 wurde er mit der Führung der Ortsgruppe in Cham betraut. Nach dem vorübergehenden Verbot der NSDAP im Herbst 1923 trat er ihr nach ihrer Neugründung 1925 (Mitgliedsnummer 18.357) erneut bei.
Von 1927 bis 1932 amtierte Schlemmer als Bezirksleiter des NSDAP in seiner Heimatregion. 1932 wurde er schließlich zum Kreisleiter des NSDAP-Kreises Cham-Kötzting ernannt. Diese Position hatte er knapp dreizehn Jahre lang bis 1945 inne. 1937 wurde sein Kreis dabei um das Gebiet Viechtach erweitert, so dass er von 1937 bis zum Kriegsende als Kreisleiter für Cham-Kötzting-Viechtach zuständig war.
Neben seiner Tätigkeit als Parteifunktionär war Schlemmer auch in der SA aktiv. In dieser erreichte er im Jahr 1944 seinen höchsten Rang mit der Beförderung zum Obersturmbannführer in der SA-Gruppe Bayernwald.
Am 18. März 1935 trat Schlemmer im Nachrückverfahren als Abgeordneter in den nationalsozialistischen Reichstag ein. In diesem vertrat er von März 1935 bis zum März 1936 den Wahlkreis 26. Von März 1936 bis zum Ende der NS-Herrschaft vertrat er dann den Wahlkreises 25. Er gehörte dem Reichstag somit insgesamt knapp zehn Jahre lang als Abgeordneter an.

### Nachkriegszeit
Bei Kriegsende geriet Schlemmer im Gefolge der Besetzung von Cham durch die US-Army in US-amerikanische Gefangenschaft. Er wurde schließlich wegen des Vorwurfes, schwere Übergriffe an polnischen Kriegsgefangenen begangen zu haben, an Polen ausgeliefert. Dort wurde er zu einer mehrjährigen Haftstrafe verurteilt. Einer Quelle zufolge starb er am 3. Oktober 1952 als Gefangener in einem Internierungslager in Polen.

## Archiv
Das Bundesarchiv Koblenz verwahrt eine Akte der Zentralen Rechtsschutzstelle über Schlemmer aus der Zeit nach dem Zweiten Weltkrieg (B 305/3768).